# Svensk jazzhistoria
Svensk jazzhistoria är en omfattande serie återutgivningar av historiskt viktiga fonograminspelningar av svensk jazz från dess begynnelse till 1979.
Återutgivningarna (vilka fram till och med volym 4 ursprungligen utgavs på LP samt därefter på CD) ges ut på skivmärket Caprice Records i samarbete med Gruppen för svensk jazzhistoria och jazzavdelningen vid Svenskt visarkiv. Urvalet av inspelningar har gjorts av jazzhistorikerna Bengt Nyquist och Jan Bruér (Vol. 1-10) och Jan Bruér, Jörgen Adolfsson och Viveka Hellström (Vol. 11).
Utöver återutgivningar av kommersiella skivinspelningar innehåller Svensk jazzhistoria även många unika privatinspelningar, radioupptagningar och annat ovanligt material. Varje utgåva är försedd med ett mycket omfattande texthäfte, inkluderande bland annat intervjuer med överlevande musiker från respektive epoker.

## Utgivningar
- Vol. 1 Varning för jazz (1899-1930; dubbel-LP utgiven 1979/CD utgiven 1998)
- Vol. 2 "Hot"-epoken (1931-1936; dubbel-LP utgiven 1982/CD utgiven 1997)
- Vol. 3 Rytm och swing (1937-1939; dubbel-LP utgiven 1984/CD utgiven 1996)
- Vol. 4 Beredskapsswing (1940-1942; dubbel-LP utgiven 1986/CD utgiven 1995)
- Vol. 5 Jazzen anfaller (1943-1947; dubbel-cd utgiven 1992)
- Vol. 6 Cream of the crop (1947-1951; trippel-CD utgiven 1999)
- Vol. 7 The golden years (1952-1955; trippel-CD utgiven 2001)
- Vol. 8 Topsy theme (1956-1959; trippel-CD utgiven 2002)
- Vol. 9 Brand new (1960-1964; 4 CD utgiven 2003)
- Vol. 10 Watch out! (1965-1969; 4 CD utgiven 2005)
- Vol. 11 Jazz Cosmopolit (1970-1979; 4 CD utgiven 2017)